# جون بيرغ (ممثل)
جون بيرغ (بالإنجليزية: John Berg)‏ مواليد 5 أبريل 1949 في ويتشيتا فولز - الوفاة 15 ديسمبر 2007 في فان نويس، كاليفورنيا، الولايات المتحدة، هو ممثل أمريكي بدأ مسيرته الفنية سنة 1998.

## الأعمال
- ذا براكتيس
- بوسطن ليغال
- هاوس
- الاخوة والاخوات
- مونك

## روابط خارجية
- جون بيرغ على موقع IMDb (الإنجليزية)
- جون بيرغ على موقع ألو سيني (الفرنسية)
- جون بيرغ على موقع أول موفي (الإنجليزية)
- جون بيرغ على موقع قاعدة بيانات الأفلام السويدية (السويدية)
- جون بيرغ على موقع قاعدة بيانات الفيلم (الإنجليزية)
- جون بيرغ على موقع كينوبويسك (الروسية)